# Sarcoptilus grandis
Sarcoptilus grandis is een Pennatulaceasoort uit de familie van de Pennatulidae. De wetenschappelijke naam van de soort is voor het eerst geldig gepubliceerd in 1848 door Gray.